# Grève à la centrale
Grève à la centrale (France) ou Dernier Arrêt à Springfield (Québec) (Last Exit to Springfield) est le 17e épisode de la 4e saison de la série télévisée d'animation Les Simpson.

## Synopsis
Burns décide de supprimer la mutuelle dentaire pour rouler le syndicat de la centrale et ainsi venger la mémoire de son grand-père. Le deal : un tonneau de bière en échange de cet avantage. Tous les syndicalistes sont prêts à accepter le marché. Pendant ce temps, Marge et les enfants se rendent chez le dentiste pour une visite de contrôle. Le docteur Wolf annonce à Lisa qu'elle a absolument besoin d'un appareil dentaire. Marge annonce aussitôt la nouvelle à Homer, qui se rend compte qu'en l'absence d'une mutuelle il devra payer l'opération lui-même ! Pour empêcher la résolution, Homer devient le président du syndicat...